# مختار النایلی
مختار النایلی (عربی: مختار النایلی؛ زادهٔ ۳ سپتامبر ۱۹۵۳) بازیکن سابق فوتبال اهل تونس است.
وی در تیم ملی فوتبال تونس ۳۰ بازی انجام داده است و عضو این تیم در جام جهانی فوتبال ۱۹۷۸ بوده است.